# Buinszk
Buinszk (oroszul: Буинск) város Oroszországban, Tatárföldön, a Buinszki járás székhelye. 
Népessége: 20 352 fő (a 2010. évi népszámláláskor).

## Elhelyezkedése
Kazanytól 137 km-re délre, a  Kujbisevi-víztározótól nyugatra (Predvolzsje), a Karla (a Szvijaga bal oldali mellékfolyója) partján helyezkedik el, sík vidéken. A városon halad át az észak–déli irányú Kazany–Uljanovszk főút és a Zelenodolszk–Uljanovszk vasútvonal. 
A járás az erdős sztyepp és a sztyepp öv határán fekszik, Tatárföld egyik jelentős mezőgazdasági körzete.

## Népessége
| Év   | Népesség |
| ---- | -------- |
| 1926 | 4730     |
| 1939 | 5900     |
| 1959 | 9000     |
| 1970 | 14 900   |
| 1979 | 15 600   |
| 1989 | 16 800   |
| 2002 | 19 700   |
| 2010 | 20 352   |

## Története
Buinszk vidéke a 16. század közepéig a Kazanyi Kánsághoz tartozott, majd Kazany elfoglalása (1552) után Oroszország része lett. Orosz évkönyvekben a település neve először az 1691-es évnél fordul elő. Buinszk (vagy másik régi nevén: Arhangelszkoje) 1780-ban városi rangot kapott és az akkor alapított ujezd székhelye lett; a 18. század végétől 1920-ig a Szimbirszki kormányzósághoz tartozott. A városon át vezetett a Szimbirszk (ma: Uljanovszk) és Kazany közötti postaút, Buinszkban postaállomás működött. Az új város részére 1804-ben beépítési terv készült, mely a spontán kialakult falusias kép helyett geometriai formák szerinti városszerkezet kialakítását írta elő. 
Buinszk nem volt gazdag város, a fontosabb közlekedési és hajózó útvonalak elkerülték. 1830-tól kezdve évente kétszer vásárokat rendezhetett, a 19. század végén néhány kisebb üzeme működött (bőrkikészítő, tégla-, fazekas-, kovácsüzemek, malmok), mint a többi vidéki városban. 1920-ban a Szimbirszki kormányzóságról a területet leválasztották és az akkor létrehozott Autonóm Tatár SZSZK-hoz csatolták; a város továbbra is közigazgatási székhely maradt.
A második világháború idején, 1942-ben északról a déli Volga parti Sztálingrádba fél év alatt ki kellett építeni egy 980 km hosszú vasútvonalat. Az építkezésre hetvenezer főt mozgósítottak, köztük a Gulag több tízezer foglyát,(VolzsLag), a Volga-vidék német ajkú lakosságát és a Volga menti települések kolhozistáit (nőket, nyugdíjasokat). A vonal Szvijazsszk és Uljanovszk közötti 200 km-es szakasza Buinszkon át vezetett, a városban volt a VolzsLag egyik táborparancsnoksága, és természetesen a város maradék (nem bevonult) lakosságát is munkára vezényelték. A vonal szeptember végére elkészült. Az áldozatok száma nem ismert, emlékművüket Buinszk vasútállomásán 2012-ben avatták fel.

## Gazdasága
A Buinszki Gépgyár 1969-ben jött létre, napjainkban talajművelő eszközöket (pl. szántóföldi kultivátorokat), gázvezetékek kompresszorállomásán használt készülékeket és egyebeket állít elő.
A városban azonban az ipari termelés azonban nem jelentős, kivéve az élelmiszeripart. Régi termelővállalat a városi cukorgyár, mely a 2019-2020-as szezonban közel 120 ezer tonna cukrot állított elő. A helyi szeszgyárat finn tervek alapján építették 2003-ban. A Rusztam Tariko milliárdos üzletember tulajdonában álló Russzkij sztenderd (Russian Standard) cég 2010-ben megvásárolta, majd jelentős korszerűsítést hajtott végre. Teljes kapacitás esetén a gyár évi 60 000 tonna őszi búzát dolgoz fel és különlegesen tiszta szeszt állít elő, amit nagyrészt a cég szentpétervári vodkagyárában használnak fel.

## Színháza
Bár Buinszk kisváros, önálló színháza van. Egy 1917-ben alakult műkedvelő színjátszócsoport tevékenységét néhány művész felkarolta, később saját épülethez jutottak, ahol a színház 1949-ig működött. Néhány helyi értelmiségi összefogásával a 2000-es évek elején a városi kultúrházban ismét megszerveződött, a hivatalos működési engedélyt 2007-ben kapták meg. A tatár nyelven játszó társulat elsősorban szatirikus élű vígjátékokat ad elő, gyakran a városon és a szomszédos járásokon túli színpadokon is. Önálló szervezésű színházi fesztiváljukon az ország több nagyvárosából is érkeznek résztvevők.